# Peterbilt

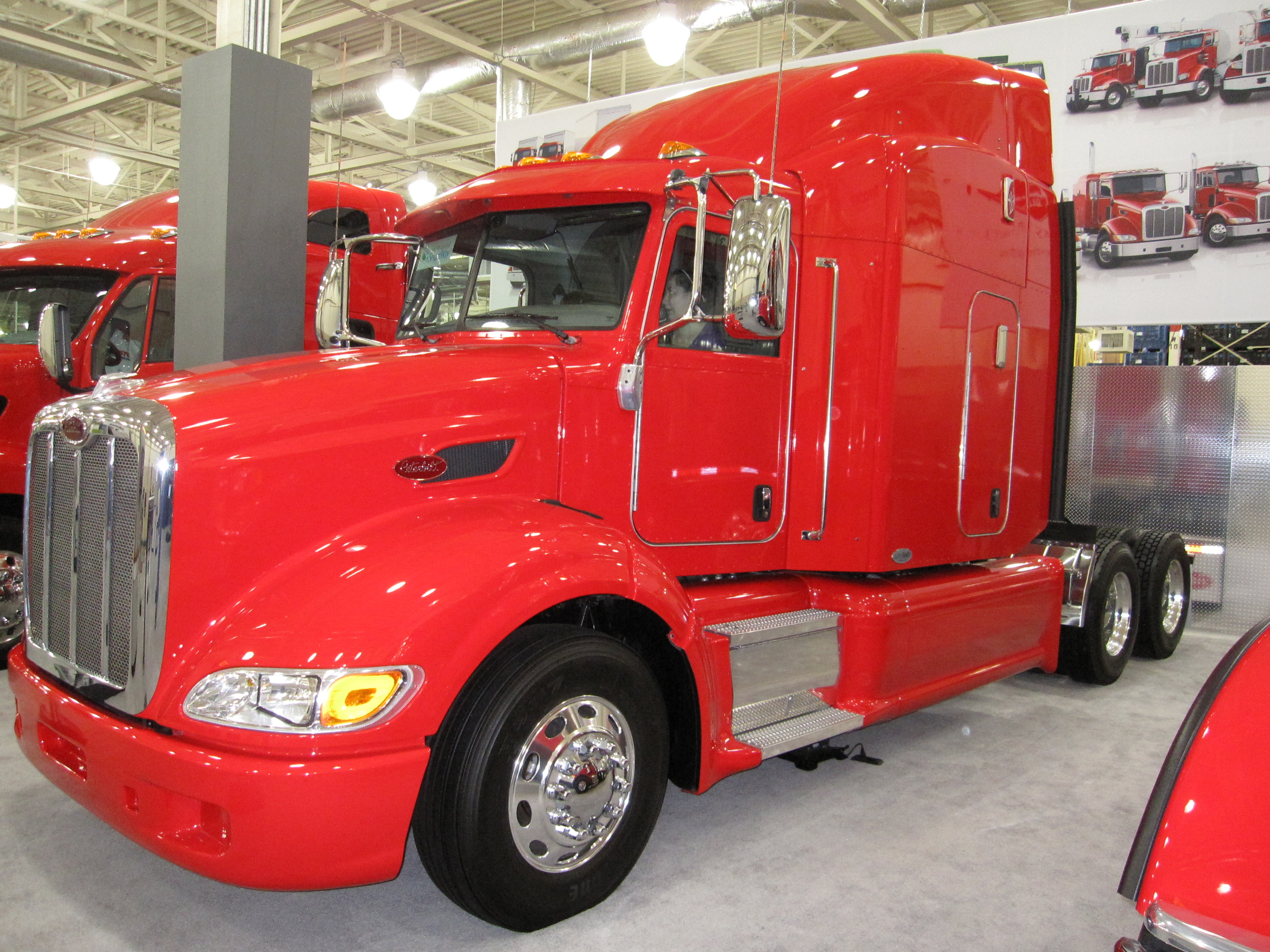
Peterbilt 387 im Jahr 2009

Die Peterbilt Motors Company ist ein Lkw-Hersteller der Paccar-Gruppe in den Vereinigten Staaten. Standorte befinden sich u. a. in Denton (Texas), Oakland und Newark im Bundesstaat Kalifornien.
Die Paccar-Gruppe hat ihren Firmensitz in Bellevue (Washington).

## Geschichte
1939 kaufte der Holzindustrielle Theodor Alfred Peterman die Fabrik von Fageol Truck & Coach Company in Oakland und begann mit dem Bau hochwertiger Lkw für die Bauindustrie und Holzwirtschaft.
Der Firmenname „Peterbilt“ ist aus seinem Namen und dem Spitznamen „Bill-built“ der bisher in der Fabrik gebauten Fageols abgeleitet. Während Henry Ford im Jahr 1939 hunderte von Lkw am Tag produzierte, konzentrierte sich Peterman auf hohe Qualität und baute nur 14 Lkw.
Nach Petermans Tod 1945 übernahm eine Gruppe von Mitarbeitern die Leitung. 1958 wurde Peterbilt schließlich von der Pacific Car & Foundry (PACCAR) erworben. Im Laufe der Jahre konnte das Programm erfolgreich ausgebaut werden.
Peterbilt gilt seit seiner Gründung im Jahre 1939 als führender Hersteller hochqualitativer Schwerlastkraftwagen in den USA. Ab 1950 wurden auch „Cabover“-Modelle gebaut, wobei ab 1959 die Fahrerhäuser um 90 Grad kippbar waren. Diese Lkw-Modelle 280 bzw. 350 hatten bis 1955 eine optische Stumpf-Nase, die sogenannte „Bubblenose“. Unterhalb der Windschutzscheibe war bei dem sehr hohen Fahrerhaus ein kleiner, oben abgerundeter Vorsprung, um mehr Platz für den Motor zu schaffen. Der Nachfolger Typ 352 hatte ab 1955 keine „Bubblenose“ und wurde ab 1968 mit der Sleeper Cab ein bekannter Lkw, obwohl er in relativ geringer Stückzahl gebaut wurde. Das Schlafabteil war sehr groß, jedoch störte der durchlaufende hohe Motortunnel die Fahrer.
1960 musste für die Lkw-Produktion ein neues Werk in Newark gebaut werden, im ersten Jahr wurden hier mehr als 800 Einheiten, in den 1960er-Jahren insgesamt 21.000 Lkw hergestellt.
Ab 1966 verwendete Peterbilt zum ersten Mal für den Typ 281, später auch für andere Fahrzeuge den Werkstoff Aluminium, der für die Fahrerhäuser und großen Motorhauben zusammengenietet wurde.
Eines der berühmtesten Modelle wurde der ab 1967 gebaute, höchst anpassungsfähige 359 Conventional, der für Überlandtransporte entworfen wurde und in zwei Längen erhältlich war. Der 359-13 hatte eine Stoßstange und Motorhaube aus glasfaserverstärktem Kunststoff, die beim 359-19 aus Metall gearbeitet wurden. Der Peterbilt 359 „Bull Nose“ gilt als typisch amerikanischer Truck mit leistungsstarkem Motor und vielen Chromteilen, wodurch er zum Favoriten der nordamerikanischen Fernfahrer wurde. Der Lkw konnte wahlweise mit Motoren von Caterpillar, Cummins oder Detroit Diesel ausgestattet werden. Aufgrund der Konzentration auf Lkw mit geringem Wartungsbedarf und Langlebigkeit behauptete Peterbilt auch Dank des 359 Conventional seine herausragende Position in den USA. Die letztendlich geringeren Betriebskosten, der effiziente Betrieb und der niedrige Wertverlust kompensieren den gegenüber der Konkurrenz höheren Anschaffungspreis.
Im Jahr 1975 wurde Peterbilt of Canada gegründet. 1977 wurde der Typ 359 durch den Peterbilt 379 abgelöst. Dieser wurde eine beliebte Sattelzugmaschine in den USA und konnte mit bis zu 600 PS starken Caterpillar- oder Cummins-Motoren ausgestattet werden.
In der Folge konnten wegen der großen Nachfrage weitere Standorte in Madison (Tennessee) und 1980 in Denton (Texas) errichtet werden. Im selben Jahr wurde zum ersten Mal in Atlanta ein Truck-Rennen unter Beteiligung von Peterbilt-Zugmaschinen ausgetragen. Von den 33 zugelassenen Renntrucks mit bis zu 580 PS war ein Peterbilt mit 190 km/h der schnellste.
Ab 1986 brachte Peterbilt aerodynamisch optimierte Zugmaschinen bzw. Motorhauben auf den Markt.
Das Unternehmen beteiligte sich ab 2010 an dem Projekt SuperTruck des Department of Energy. Cummins erhielt eine Förderung in Höhe von 39 Millionen Dollar zur Entwicklung hocheffizienter Motorsteuerungen und -Technologien für Peterbilt-Lkw. Die Abgasemissionen, der Kraftstoffverbrauch und die Fahrzeugsicherheit der Lkw sollten verbessert werden.
Auch beim Nachfolgerprogramm SuperTruck II ist Peterbilt beteiligt.

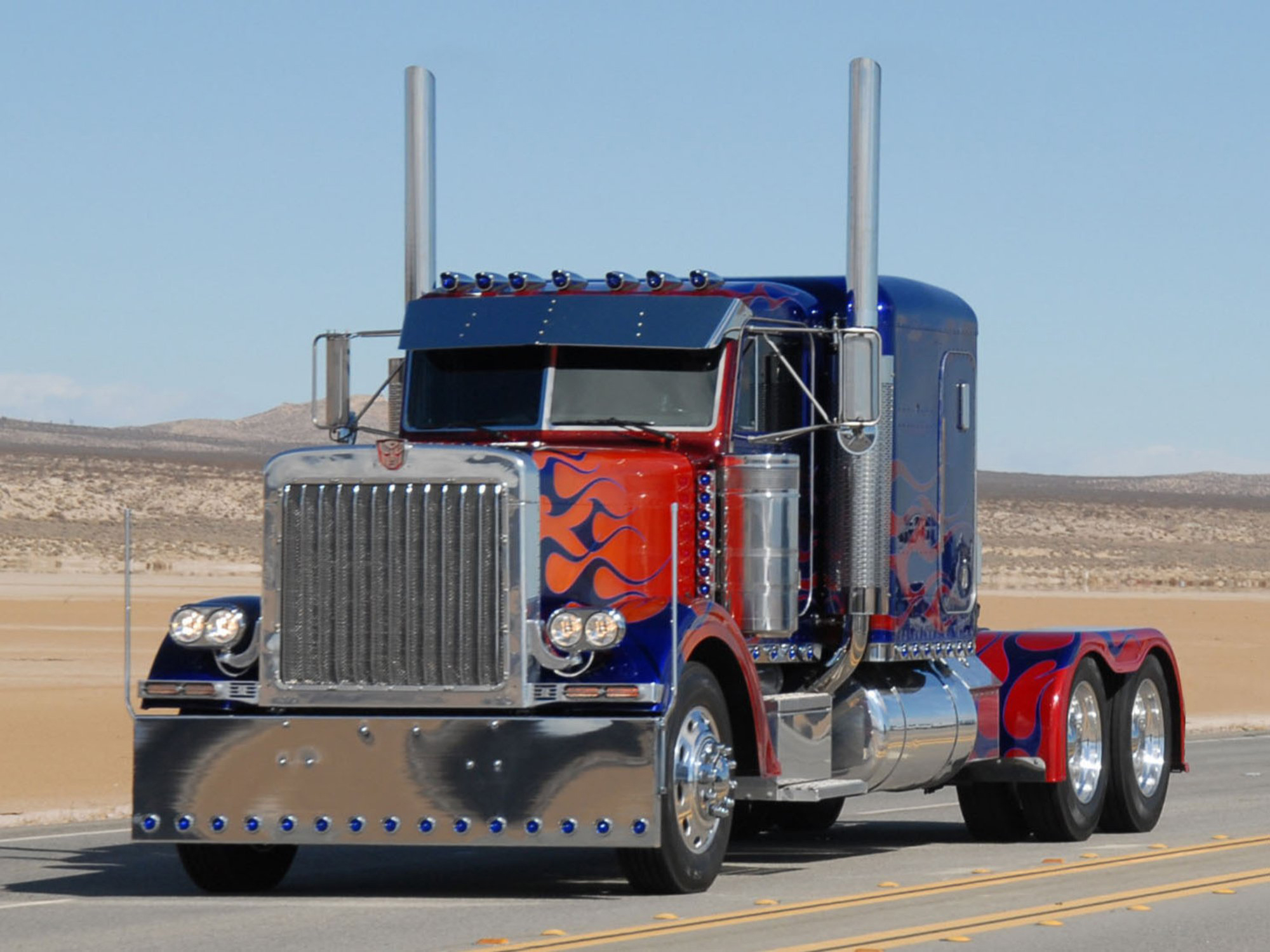
Peterbilt 379 – erschien als Optimus Prime im Film Transformers
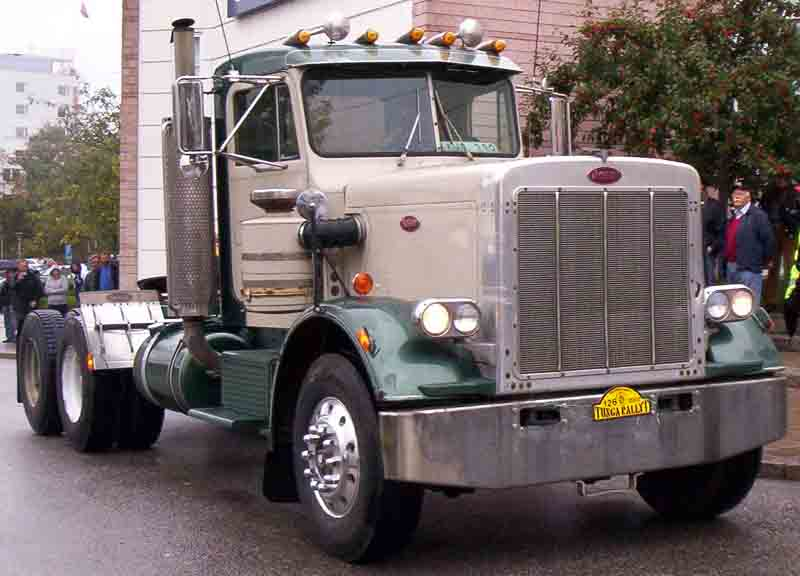
Peterbilt 359
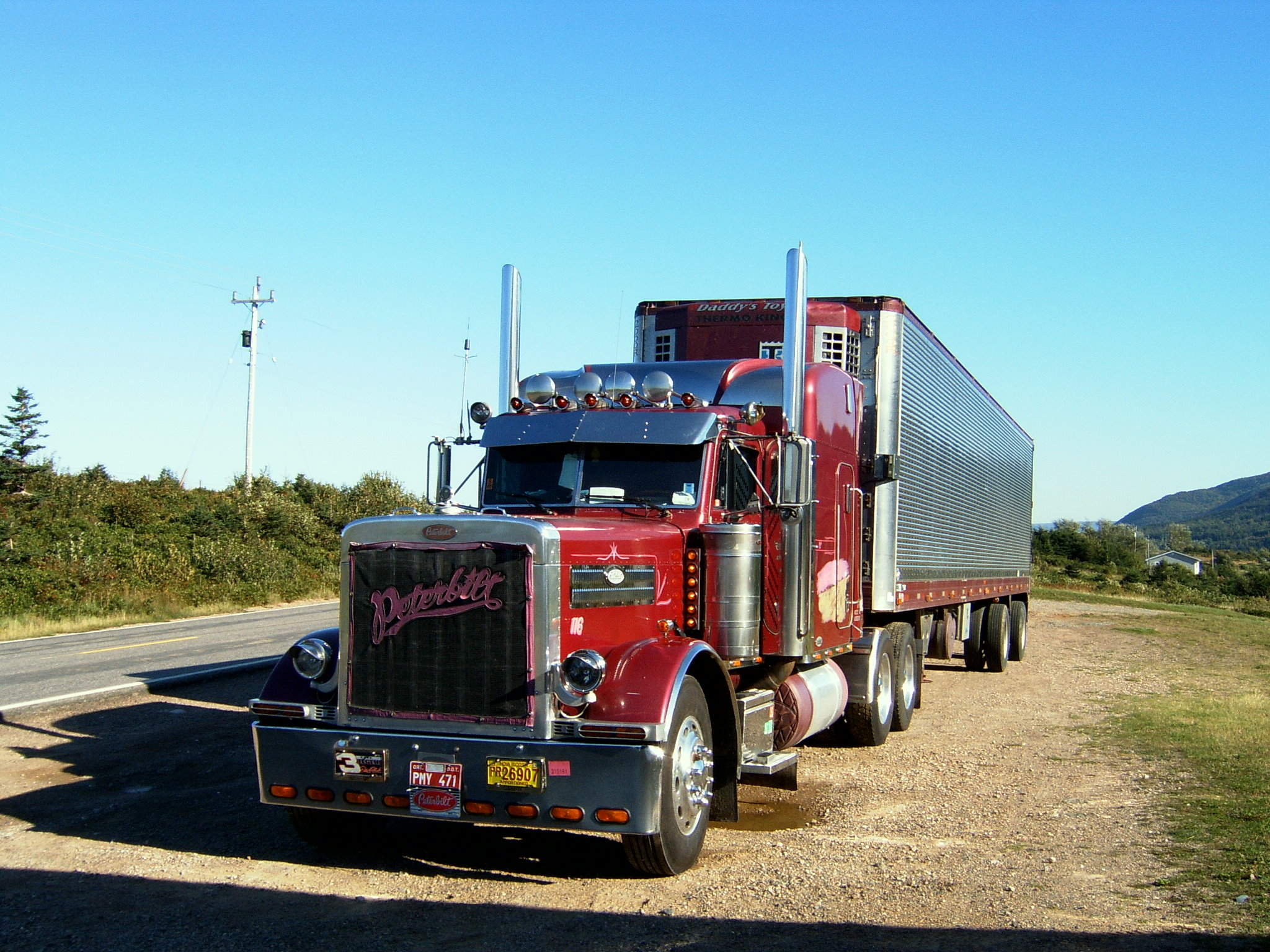
Peterbilt 359 mit Auflieger
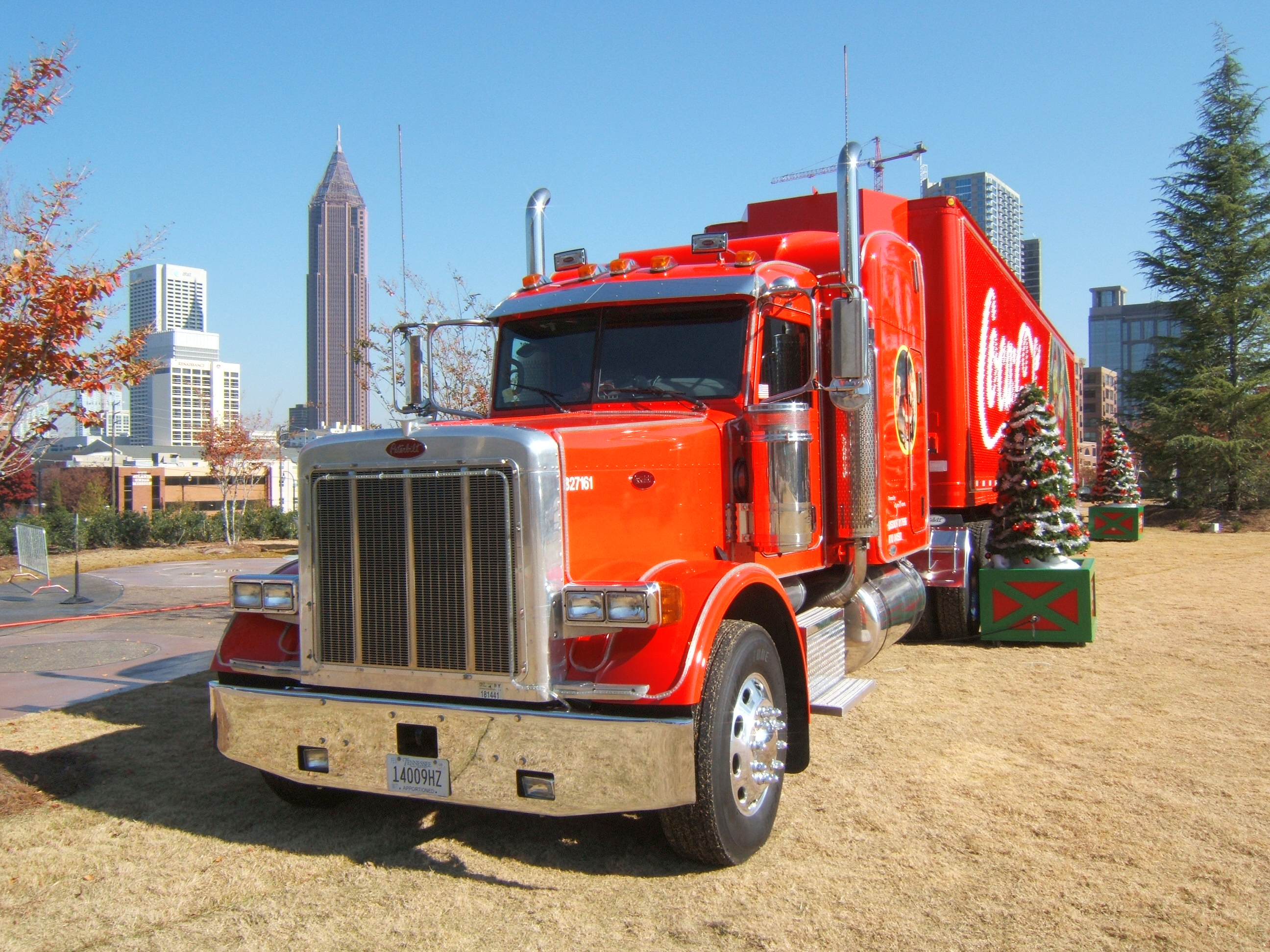
Peterbilt 379

## Produktplatzierung in Filmen
- Ein Peterbilt 281 „agierte“ in der Hauptrolle des Bösewichts im Film Duell von Steven Spielberg (1971).
- Ein Peterbilt 359 ist im Film Joyride von Regisseur John Dahl aus dem Jahr 2001 das Fahrzeug des Bösewichts „Rostiger Nagel“ (engl. Rusty Nail).
- Ein Peterbilt 379 stellt im Film Transformers (2007) den Transformer Optimus Prime in seiner transformierten Form dar. Im Film Transformers 3 (2011) besitzt dieser zusätzlich noch einen Auflieger.
- Ein Peterbilt ist in Stranger Things Staffel 2, Folge 5 zu sehen. Dort wird „Eleven“ als Anhalter in ebendiesem Truck zu ihrer Mutter gefahren.
- Ein rot lackierter Peterbilt 378 erlangte durch die Romanverfilmung von Stephen Kings „Friedhof der Kuscheltiere“ aus 1989 Bekanntheit, als ein Fahrer der fiktiven „Orinco Oil Company“ Dr. Louis Creeds Sohn Gage Creed überfuhr, als dieser in einem unbeaufsichtigten Moment auf die Straße lief. Dieser Peterbilt ist bis heute in Princeton, Maine auf einem Privatparkplatz einer Holztransportfirma abgestellt.[3]
- Ein Peterbilt 359 in Grün wird in dem Film Heat (1995) von Michael Mann, als „Ramme“ benutzt um einen Geldtransporter zu überfallen.
- Ein Peterbilt in Blau wird im Film Paradise Highway benutzt, um vor einem Menschenhändlerring zu fliehen.